# Caius Servilius Structus Ahala (tribun consulaire en -408)
Pour les articles homonymes, voir Caius Servilius Structus Ahala et Servilius Ahala.
Caius Servilius Structus Ahala est un homme politique de la République romaine, tribun militaire à pouvoir consulaire en 408, 407 et 402 av. J.-C. et maître de cavalerie du dictateur Publius Cornelius Rutilus Cossus en 408 av. J.-C.

## Famille
Il est membre des Servilii Ahalae, branche de la gens patricienne des Servilii. Le cognomen Ahala est de la même racine que le mot ala qui signifie « aile ». Il est le fils d'un Publius Servilius, petit-fils d'un Quintus Servilius. Son nom complet est Caius Servilius P.f. Q.n. Ahala.

## Biographie

### Premier tribunat consulaire et maître de cavalerie (408)
En 408 av. J.-C., Caius Servilius Ahala est élu tribun consulaire avec deux autres collègues patriciens également, Caius Iulius Iullus et Publius Cornelius Cossus, après cinq années successives où ce sont des consuls qui ont été élus. L'élection de tribuns consulaires en 408 inaugure une période où cette magistrature est utilisée plus régulièrement et où le nombre de tribuns élus chaque année augmente progressivement.
Ahala nomme Publius Cornelius Rutilus Cossus dictateur pour mener à bien une campagne militaire contre les Èques et les Volsques, malgré l'opposition des deux autres tribuns,. Une fois dictateur, Publius Cornelius prend Ahala comme maître de cavalerie. Il remporte plusieurs victoires sur les Èques et les Volsques, dont une décisive à Antium dont le territoire est ravagé. Les Romains s'emparent d'une place forte près du lac Fucin et font 3 000 prisonniers. Publius Cornelius et Ahala reviennent à Rome et abdiquent.

### Deuxième tribunat consulaire (407)
Pour l'année suivante, ce sont de nouveau des élections de tribuns consulaires qui sont organisées. Ahala est de nouveau élu tribun militaire à pouvoir consulaire avec Numerius Fabius Vibulanus, Caius Valerius Potitus Volusus et Lucius Furius Medullinus pour collègues. Tous les tribuns consulaires sont patriciens et ont déjà tous exercé cette fonction, ou occupé le consulat, par le passé. La trêve conclue avec Véies vingt ans plus tôt à l'issue de la deuxième guerre de Véies est sur le point d'expirer. Le Sénat envoie des députés et des Fétiaux pour reprendre les négociations. Au moment où l'ambassade romaine arrive à la frontière, elle croise une députation de Véiens qui souhaite rencontrer le Sénat romain avant que l'ambassade romaine ne se rende à Véies. Le Sénat, intrigué par les dissensions internes de Véies, accepte de suspendre la députation romaine.
Dans le même temps, les Volsques attaquent la garnison de Verrugo. Les soldats assiégés demande l'intervention d'une armée de secours mais le Sénat temporise et l'armée envoyée pour les soutenir n'arrive qu'après la prise de Verrugo et le massacre de sa garnison. Les Volsques qui s'étaient dispersés pour piller sont repoussés.

### Troisième tribunat consulaire (402)
Ahala est élu tribun consulaire une troisième fois avec cinq collègues patriciens dont un parent, Quintus Servilius Priscus Fidenas. Il pourrait y avoir deux plébéiens élus cette année-là, Capitos Clodius et Marcus Ancus, mais ils demeurent inconnus par ailleurs. La ville d'Anxur tombe aux mains des Volsques alors que toute l'attention des Romains est tournée vers le siège de Véies où les Capénates et les Falisques viennent de faire leur apparition aux côtés des Véiens. Ils lancent une attaque désorganisant les assiégeants menés par un des tribuns consulaires, Manius Sergius Fidenas. Les Romains craignent alors une unification de toute l'Étrurie. Les tribuns consulaires en commandement ne parviennent pas à s'entendre, entrainant la débâcle de l'armée de Fidenas. L'affaire est portée devant le Sénat qui décide d'anticiper les élections pour l'année suivante pour faire entrer les magistrats en fonction dès les calendes d'octobre. Les tribuns consulaires responsables de la récente défaite militaire s'opposent d'abord à cette décision mais Ahala intervient et parvient à les convaincre en menaçant de recourir à la dictature s'ils ne cèdent pas.